# Ollas de Caramacate (paroisse civile)
Pour les articles homonymes, voir Ollas de Caramacate et Ollas.
Ollas de Caramacate est l'une des quatre paroisses civiles de la municipalité de San Casimiro, dans l'État d'Aragua au Venezuela. Sa capitale est Ollas de Caramacate ou « Las Ollas ».

## Géographie

### Démographie
Hormis sa capitale Ollas de Caramacate, la paroisse civile possède plusieurs localités :
- Buena Vista
- Cambural de Cataure
- El Caruto
- Los Manires
- Ollas de Caramacate